# Bronisław Nowacki
Bronisław Nowacki (ur. 1943, zm. 23 czerwca 2021) – polski historyk, dr hab. nauk humanistycznych, profesor Instytutu Historii Wydziału Historii Uniwersytetu im. Adama Mickiewicza.

## Życiorys
W 1975 ukończył studia historyczne na Uniwersytecie im. Adama Mickiewicza w Poznaniu. W 1975 podjął pracę w Instytucie Historii UAM, w Zakładzie Historii Powszechnej i Polski do XV wieku, od 1977 pracował w Zakładzie Historii Średniowiecznej. W 1984 obronił pracę doktorską Czeskie roszczenia do korony w Polsce w latach 1295-1335 napisaną pod kierunkiem Jadwigi Krzyżaniakowej. 22 czerwca 1998 habilitował się na podstawie pracy zatytułowanej Przemysł II. Odnowiciel korony polskiej 1257-1296. Piastował stanowisko profesora w Instytucie Historii na Wydziale Historii Uniwersytetu im. Adama Mickiewicza. W 2008 roku przeszedł na emeryturę.
Zmarł 23 czerwca 2021.